# Harpoon (jeu vidéo)
Pour les articles homonymes, voir Harpoon.
Harpoon est un jeu vidéo de type wargame développé et publié par Three-Sixty Pacific en 1989 sur Amiga, IBM PC et Macintosh. Il est adapté du jeu de plateau Harpoon de Larry bond et Chris Carlson et est le premier opus de la série de jeux vidéo Harpoon.
Le joueur y incarne un commandant des forces de l'OTAN ou de l'Union soviétique.

## Système de jeu
Harpoon est un wargame qui simule, au niveau opérationnel, des combats navals entre les forces de l’OTAN et de l’Union soviétique dans le contexte de la guerre froide. Le jeu de base propose une vingtaine de scénarios se déroulant dans l’Atlantique Nord, entre le Groenland, l’Islande et le Royaume-Uni. Les scénarios proposés sont de difficulté croissante et évoluent de la mission de routine ou de la simple escarmouche jusqu’à des batailles de grande ampleur dans lesquels le joueur commande une flotte entière. Le jeu se déroule sur une carte quadrillée de la zone de combat qui peut être visualisée par le joueur à trois échelles différentes : le niveau stratégique, le niveau opérationnel et le niveau tactique. Sur cette carte, les unités navales et aériennes peuvent être représentés de deux manières : des icônes représentant les unités de manière stylisée (navire, avion…) ou des lettres correspondant à la désignation normalisé du code OTAN. Pour chaque unité, le joueur peut également faire apparaitre des cercles représentant la portée de ses différents équipements (radars, avions, missiles…).

## Extensions
Surfant sur le succès de Harpoon, Three-Sixty Pacific développe et publie de nombreux contenu additionnels pour le jeu. En 1990, le studio publie ainsi sur IBM PC un éditeur de scénario, sous le titre Harpoon Scenario Editor, qui permet de modifier les scénarios du jeu original ou d'en créer de nouveaux. Le studio publie également une première série d'extensions, les Harpoon Battleset, qui simule des conflits dans de nouvelles régions du globe avec l'ajout de nouvelles cartes et de nouveaux scénarios. Le premier (Harpoon Battleset 1) se déroule ainsi principalement dans le GIUK, le second (Harpoon Battleset 2) dans le nord de l'océan Atlantique, le troisième (Harpoon Battleset 3: The Mediterranean Conflict) en mer Méditerranée et le quatrième (Harpoon Battleset 4: The Indian Ocean / Persian Gulf) dans l'océan Indien et le golfe Persique. Le studio publie ensuite une deuxième série d'extension, connu sous le titre de Harpoon Designers' Series. Le premier volet, publié en 1992, propose une amélioration du moteur de jeu de Harpoon qui passe ainsi en version 1.3. Il inclut également de nouvelles séries de scénarios pour chacun des Battleset précédemment publiés. Le second volet fait passer le jeu en version 1.32, avec notamment des modifications de la gestion des combats sous-marins, et inclut comme son prédécesseur une nouvelle série de scénarios pour chacun des Battleset existants.

## Accueil
| Harpoon         |      |       |
| Média           | Pays | Notes |
| Dragon Magazine | US   | 5/5   |
| Gen4            | FR   | 81 %  |
| Joystick        | FR   | 85 %  |
| Tilt            | FR   | 14/20 |

À sa sortie, il est bien accueilli par les critiques. Dans Computer Gaming World, un officier de la marine américaine le désigne ainsi comme le jeu de simulation le « plus détaillé » sur le marché et comme un jeu « indispensable » pour les fans du genre,.
En 1990, il est ainsi élu « meilleur wargame de l'année » par les magazines Computer Gaming World et Strategy Plus.